# وولپرتس‌ونده
وولپرتس‌وِندِه (به آلمانی: Wolpertswende) یک شهر در آلمان است که در رافنسبورگ واقع شده‌است. وولپرتسونده ۴٬۱۳۹ نفر جمعیت دارد.

## خواهرخوانده
شهر مناجیو خواهرخواندهٔ وولپِرتس‌وِندِه است.